# Lucius Iunius Gallio

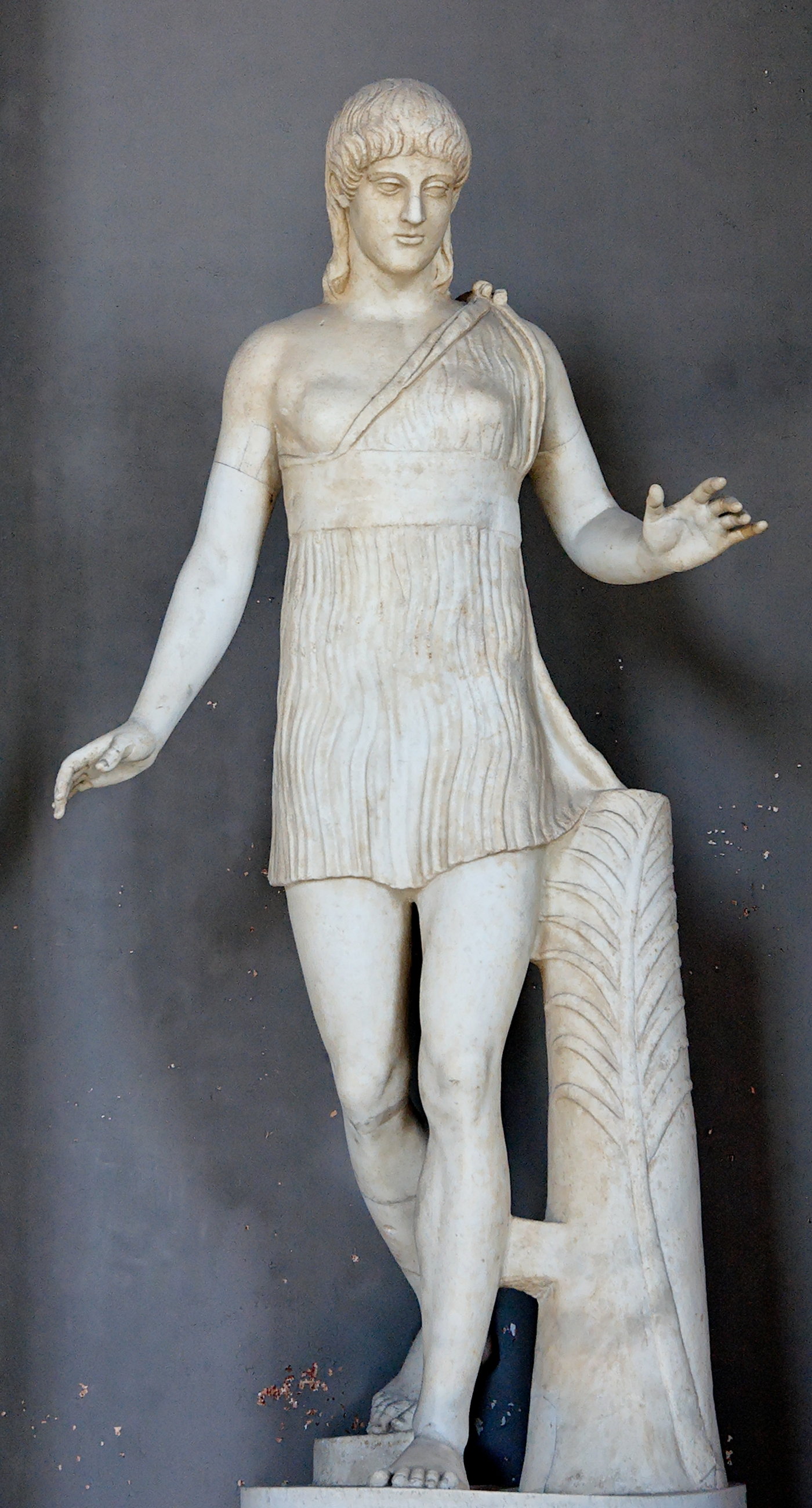
Mädchen mit Siegespalme, 1. Jh. v. Chr., Seneca: unter den Rednern war die Palme im Besitz von Gallio (penes Gallionem palma).

Lucius Iunius Gallio (* um 35 v. Chr.; † nach 39 n. Chr.) war ein Deklamator und Rhetor im Rom der Augusteischen Zeit. Seneca der Ältere zählt ihn mit Latro zu den besten Rednern seiner Zeit.

## Leben
Er entstammte möglicherweise Spanien, „da der Name des Gallio vor unserem Gallio in Rom nicht vorhanden war, es kann aber erschlossen werden, dass Galliones (schon vorher) in Spanien gelebt haben.“
Der Dichter Statius erwähnt Gallio – es muss der unsrige sein – in seinem Genethliakon (Geburtstagsgedicht) für Lukan, den Enkel Senecas: „Du (Baetica, Andalusien) kannst Lukan deiner Erde zuschreiben, dies um so mehr, als du der Welt (auch) Seneca (den Älteren) geschenkt hast oder (auch) den lieblichen Gallio hervorgebracht hast.“ Die Brücke nach Spanien liefert hier, obwohl in der zweiten Generation in Rom, Lukans Migrationshintergrund. Da sein Großvater Seneca aus dem baetischen Cordoba abstammte, könnte Gallio denselben Geburtsort gehabt haben.
Es bleibt unklar, wie seine Familie in die patrizische Gens Iunius eintreten konnte. Der Ort des Todes bleibt unbekannt, die Lebenszeit lässt sich eingrenzen. Ausbildung, Lehrer und Privatleben bleiben im Dunkeln, ebenso, ob er eine eigene Schule und welche Schüler er hatte. Die wenigen Informationen zu seinem Leben sind anekdotisch und stehen im Zusammenhang mit den beiden Freunden, Seneca und Ovid, und dem kaiserlichen Hof des Tiberius.

### Seneca
Seneca kannte Gallio von Jugend an, denn er bewunderte schon das Deklamieren des sehr jungen Mannes (ca. 17) (adulescentulus) und wunderte sich, da er das von so einem zarten Alter (tenera aetas) nicht erwartet hätte. Seine enge Beziehung zum jüngeren Gallio äußerte sich auch darin, dass er ihn oft unseren oder gegenüber seinen Söhnen euren Gallio nannte.
Gallio adoptierte Senecas ältesten Sohn, Annaeus Novatus – es bleibt offen, ob vor oder nach seinem Tod – ebenfalls Ausdruck der tiefen Freundschaft. Novatus trat damit in die patrizische Gens Iunia ein und beförderte seine politische Laufbahn.
Trotz dieser Freundschaft gibt Seneca nicht viel über sein Leben preis, vielleicht, weil Gallio den Princeps verärgert hatte und auch Seneca vorsichtig sein musste, siehe unten Tiberius.

### Ovid
Gallio war auch ein enger Freund Ovids, denn Seneca spricht von seinem Naso (suo Nasoni; Suas. 3, 7).
Ovid widmete seinem Freund, mit dem er in seinem Exil (8 – 16 n. Chr.) den Briefverkehr aufrechterhielt, ein Trauergedicht zum Tod seiner Frau, das etwas Privates preisgibt. Er wolle mit diesem Gedicht seinem Freund ein Denkmal setzen, denn dieser habe in Rom unter seiner Verbannung gelitten, darüber viele Tränen vergossen und ihn so getröstet. Genauso will er ihn jetzt über den Verlust seiner Frau trösten: Gallio!… es gefiel den Göttern … dich (Gallio) deiner treuen Frau zu berauben … ein Jahr wird vergehen … bis mein Trostbrief (bei dir) ankommen wird … und fürderhin möge diese (meine jetzige) Vorahnung für dich eintreten, dass du (Gallio) bis dahin (wenn der Brief ankommt) in einer neuen Ehe (wieder) glücklich sein kannst. Der joviale und freundschaftliche Gedankengang zeigt die enge Verbundenheit der beiden, Ovid macht dem jüngeren Gallio wieder Hoffnung auf eine glückliche Zukunft. Mehr zu Ovid, siehe Rhetorik.

### Tiberius
Gallio verkehrte in den Literatur- und Rhetorikzirkeln der Nobilität bis hin zum kaiserlichen Hof. Maecenas und Messalla waren seine Förderer. Für den ersten durfte er ein Büchlein schreiben (siehe unten Schriften, Bathyllus), beim zweiten ging er ein und aus (siehe unten Rhetorik, Plena Deo). Auch Kaiser Tiberius (Kaiser 14 – 37 n. Chr.) ließ sich von Gallio unterhalten und in rhetorischen Geschmacksfragen beraten (siehe unten Plena Deo).
Vielleicht führte die Anerkennung des Kaisers dazu, dass sich Gallio selbst überschätzte und im Senat seine Kompetenzen überschritt, denn nach einer Gesetzesinitiative traf ihn 32. n. Chr. der Bannstrahl des Kaisers: Er (Tiberius) tadelte heftig den Iunius Gallio, der (als Senator im Senat) beantragt hatte, dass die Prätorianer nach Ableistung ihres Dienstes das Vorrecht erlangen sollten, in den (ersten) vierzehn Bankreihen (des Theaters) zu sitzen. Tacitus sinniert, warum der Kaiser so harsch reagierte. Entweder habe Gallio etwas angestoßen, was der Kaiser übersehen habe, oder ein Gefolgsmann des einflussreichen Prätorianerpräfekten
Sejan habe ihm ein Falle gestellt und er sei Opfer des höfischen Ränkespiels geworden. Jedenfalls, so Tacitus, bezahlte Gallio diesen Preis (der Verbannung) für die beabsichtigte Wohltat (für die Prätorianer), er wurde sofort aus der Kurie, dann aus Italien verbannt. Gallio wählte Lesbos und als gemeldet wurde, dass er dort seine Verbannung leicht ertrug (toleraturus), wurde er zurück nach Rom beordert und in Häusern der (kaiserlicher) Beamten unter Hausarrest gestellt. Es bleibt offen, ob der Hausarrest bis zu seinem Lebensende dauerte.

## Rhetorik
Obwohl sich Gallio bei Seneca den ersten Platz unter den Rednern teilte, behandelt und charakterisiert er ihn diesen gegenüber nur dürftig. Vielleicht hatte er Grund dazu, um Gallio nicht noch mehr zu kompromittieren (siehe oben Tiberius) und wollte sich auch nicht selbst in Gefahr bringen.
Schwächen sind bei ihm nicht auszumachen, könnten aber so wie bei den anderen Deklamatoren durchaus vorhanden gewesen sein. Spätere Autoren loben seine rhetorischen Tugenden, wie z. B. Hieronymus, der ihn denen, die kunstgerechte Deklamationen lesen wollen, ausdrücklich empfiehlt.

### Wortgeklingel
Die Redner konnten im Prinzipat keine politischen Themen oder Ziele mehr verfolgen und zogen sich in die Rhetorikzirkel der Nobilität und in die Rhetorikschulen zurück, um dort und bei öffentlichen Auftritten, vergleichbar den heutigen Poetry-Slams, um Förderer, Schüler und Anerkennung zu wetteifern. Sie wurden zu Deklamatoren, die höchstens und das auch nur selten vor Gericht praktisch auftraten. Um Aufmerksamkeit zu erheischen und das Publikum emotional mitzureißen, wurden die Themen der Deklamationen immer bizarrer, die formale Gestaltung der Redebeiträge immer aufwendiger. Gallio zeigte sich der Aufgabe gewachsen, sein Wortgeklingel war erfolgreich und kam an, für Seneca stand ihm die Siegespalme zu, und das gelang ihm, obwohl er inhaltlich und formal zurückhaltender war als seine überschwänglichen Kollegen.
Seneca, der gegen den allgemeinen Verfall der Redekunst anschrieb, gibt von Gallio, ähnlich wie auch von Latro, ein wohlwollendes und eher positives Bild. Anders als seine Kollegen habe er Maß gehalten, nicht übertrieben und seine Redebeiträge inhaltlich und formal geschickt und wohl gesetzt, auf alle Fälle habe er sich darum bemüht: Gallio wusste, raffiniert zu deklamieren und den Redeschmuck des Vortrags an das Thema anzupassen.

### Beispiel
Seneca gibt mehrere Proben seiner Redebeiträge. Das folgende Beispiel zeigt, er argumentierte sachlich und themenzentriert, ohne zu übertreiben. Sein zurückhaltender Stil vermied die Fehler der anderen Deklamatoren, bei denen die Tugend so nahe beim Fehler liegt.
Das fiktive Thema der 5. Suasorie spielt nach den Perserkriegen: Die Athener beraten, ob sie die Denkmäler ihres Siegs über die Perser abreißen sollten, da der persische Großkönig Xerxes droht, dass er zurückkehren werde, wenn sie sie nicht entfernten. Sechs Disputanten sind gegen den Abriss, nur Gallio (solus) ist dafür. Die Denkmäler verfielen sowieso, die Erinnerung sei wichtiger; Xerxes habe genug Reserven und Soldaten für einen neuen Krieg, jenem sei eine unermeßliche Menge an Männern; an dieser Stelle sagte er (Gallio) den rhetorisch gelungenen Satz, der sowohl in einer Rede als auch in der Geschichtsschreibung seinen Platz finden könne: Jene (Perser) vermögen länger zu verlieren, als wir (Athener) zu siegen (vermögen).
Der von Seneca gelobte Schlusssatz zeigt folgende Figuren. Die antithetisch und parallel angelegte Conclusio (illi perire … nos vincere, jene verlieren … wir siegen) betont im Vergleich (diutius … quam, länger … als) die Übermacht der Perser durch eine Alliteration (perire possunt –  verlieren vermögen) und eine Ellipse (Auslassung des possumus, wir vermögen). Der prägnante und pointierte Inhalt und der raffinierte und maßvolle Einsatz der Figuren zeigen insgesamt, Gallio stand wie auch Latro dem schlichten Attizismus näher als dem pompösen Asianismus.

### Vulgarismen
Seneca zählt den gekonnten Einsatz von Vulgarismen zu den virtutes (Stilqualitäten) eines Redners. Hier liege die virtus so nahe beim Fehltritt, dass viele Redner bei den Vulgarismen scheitern oder diese lieber gleich weglassen. Nicht so Gallio, der auf diesem Gebiet brillierte: Niemand erwies sich jemals schicklicher in dieser Sache (in der Benutzung von Vulgarismen) als unser Gallio. Schon als sehr junger Mann, wenn er deklamierte, benutzte er diese Spielart (der Rede) angemessen und schicklich; was mich um so mehr wunderte, weil das zarte Alter alles meidet, nicht nur das, was vulgär, sondern auch das, was dem Vulgären ähnlich ist.

### Plena Deo
Die poetische Phrase plena deo, voll von Gott entspricht dem griechischen ἔνθεος und konnotiert im poetischen und rhetorischen Zusammenhang: voll von göttlicher Ekstase, Verzückung oder Enthusiasmus. Das feminine plena, voll bezog sich ursprünglich auf mythologische Frauengestalten, wie z. B. Sibylle oder Kassandra.
Vom Rednerkollegen Arellius Fuscus als vergilianisches Zitat bei Maecenas eingeführt, wurde die Phrase von Gallio aufgegriffen und bei Messala eingesetzt, um den übertriebenen, figurenreichen und emphatischen Stil seines asianischen Kollegen Nicetes zu etikettieren und so zu verspotten: Er (Messala) fragte Gallio, was er über (den griechischen Rhetor) Nicetes denke; Gallio antwortete: plena deo. Sooft er einen von diesen Deklamatoren gehört hatte, die die Schüler überschwänglich nannten, sagte er sofort: plena deo. Und dies wurde ihm (Gallio) so sehr zur Gewohnheit, dass es auch gegen seinen Willen herausrutschte.
So auch in einer Rhetoriksitzung beim Princeps, der für das gelungene Bonmot ein offenes Ohr hatte: Als beim Kaiser (Tiberius) die Begabung des (griechischen Redners) Haterius erwähnt wurde, fiel er (Gallio) in seine Gewohnheit und sagte: Auch jener (Haterius) war plena deo. Tiberius, der die Antwort nicht sofort verstand, fragte nach und wurde, nachdem ihn Gallio aufgeklärt hatte, durch die Erzählung (über seinen Auftritt bei Messalla) erfreut.
Die feminine Form des plena bezieht sich hier entgegen der Kongruenzregel eindeutig auf ein maskulines Subjekt. Die weibliche Form wurde beibehalten, um den rhetorischen Rivalen noch mehr herabzusetzen.
Ovid wurde durch Gallio auf die Phrase aufmerksam und baute sie in seine Tragödie Medea ein: feror huc illuc, vae, plena deo; ich (Medea) werde hierin, dorthin getragen, wehe, besessen von göttlicher Ekstase; Suas. 3, 7.

## Schriften
Sie sind sämtlich verlorengegangen, drei Schriften lassen sich dem Titel nach aus den Quellen erschließen.
- Bathyllus: Verteidigungsschrift für den Pantomimen Bathyllus, den freigelassenen Günstling des Maecenas, angeklagt vom rabiaten Redner Labienus, Anklage unbekannt. Seneca empfiehlt das libellum seinen Söhnen: Ich empfehle euch (meine Söhne) ein nettes Büchlein, das ihr von eurem Gallio erbitten könnt. Er (Gallio) hat eine Gegenschrift gegen Labienus, für Bathyllus, den Freigelassenen des Maecenas, vorgelegt, in der ihr (meine Söhne) die Denkweise eines jungen Mannes bewundern könnt, der die Zähne (die Aggression) des Labienus zum Beißen (Angriff) herausforderte.[27]
- Ars rhetorica: ein Lehrbuch der Rhetorik, erwähnt von Quintilian: Über dasselbe Thema (die Redekünste) schrieb … einiges der Vater Gallio (im Unterschied zu seinem gleichnamigen Stiefsohn).[28]
- Deklamationen: ein Sammelband seiner Reden, zur Lektüre empfohlen von Hieronymus.[14]

### Sekundärliteratur
- Stefan Feddern: Die Suasorien des älteren Seneca,  Einleitung, Text und Kommentar, De Gruyter, Berlin 2013; Seite 307–311, 332, über das plena deo.
- Karl Gerth: Iunius 77. In: Paulys Realencyclopädie der classischen Altertumswissenschaft (RE). Band X,1, Stuttgart 1918, Sp. 1035–1039 (zu Gallios Rhetorik).
- Ferdinand Gustav Lindner: De Junio Gallione, Programm Gymnasium Hirschberg 1868; ausführliche Quelleninterpretation.
- Scott McGill: Plagiarism in Latin Literature. Cambridge University Press, Cambridge 2012; S. 164–167, zu Gallios Rhetorik.
- Cordula Safferling: Untersuchungen zu den Praefationes von Seneca pater, Dissertation, Friedrich-Alexander-Universität, Erlangen-Nürnberg 2008.
- Schanz-Hosius: Geschichte der römischen Literatur, 2. Teil, Die römische Literatur in der Zeit der Monarchie bis auf Hadrian, Verlag Beck, München 1933; §336, Abschnitt 5, S. 349–350, zu Gallio. Internet Archive.
- Bernhardt Schmidt: De L. Junio Gallione rhetore, Dissertation, Marburg 1866.
- Wilhelm Siegmund Teuffel, Wilhelm Kroll: Geschichte der römischen Literatur, Band 2, Verlag Teubner, Leipzig 1910; § 268, Abschnitt 7, S. 172, zu Gallio.